# Simon Ier de Sexfontaines
Simon Ier de Sexfontaines (né vers 1130, † vers 1172) est le fils de Renaud II de Sexfontaines, seigneur de Sexfontaines. Il est seigneur de Sexfontaines, en Champagne, au milieu du XIIe siècle.

## Biographie
Avant 1146, il succède à son père comme seigneur de Sexfontaines à la mort de celui-ci.
Vers 1150, il est un des premiers donateurs de l'abbaye de La Crête,.
En 1159, il a une querelle avec l'évêque de Langres.
En 1162, il part en croisade et effectue le voyage vers Jérusalem. Il est possible qu'il trouve la mort en Terre-Sainte, mais il est probablement de retour dans son fief quelque temps plus tard.
En 1172, le fief de Sexfontaines est cité dans le Feoda Campanie (livre des vassaux du Comté de Champagne) comme étant tenu par son épouse, ce qui indique que Simon Ier est absent, mourant ou plus probablement décédé.
À sa mort, il est remplacé par son fils aîné Simon II de Sexfontaines.

## Mariage et enfants
Vers 1150, il épouse Alix-Wicharde de Clefmont, fille de Robert Wichard de Clefmont, seigneur de Clefmont, et de Béatrix de Vignory, dont il a quatre enfants :
- Simon II de Sexfontaines, qui succède à son père.
- Adeline ou Damette de Sexfontaines, qui épouse Gautier d'Epinal, dont elle a au moins un enfant (Gautier d'Epinal).
- Henri de Sexfontaines, cité dans le Feoda Campanie (entre 1204 et 1210).
- Otho de Sexfontaines[3].

Une fois veuve et probablement après avoir exercé la tutelle de ses enfants, Alix-Wicharde de Clefmont épouse en secondes noces Richard Ier de Dampìerre-sur-Salon, dont elle a plusieurs enfants.